# Batterie Nordmole

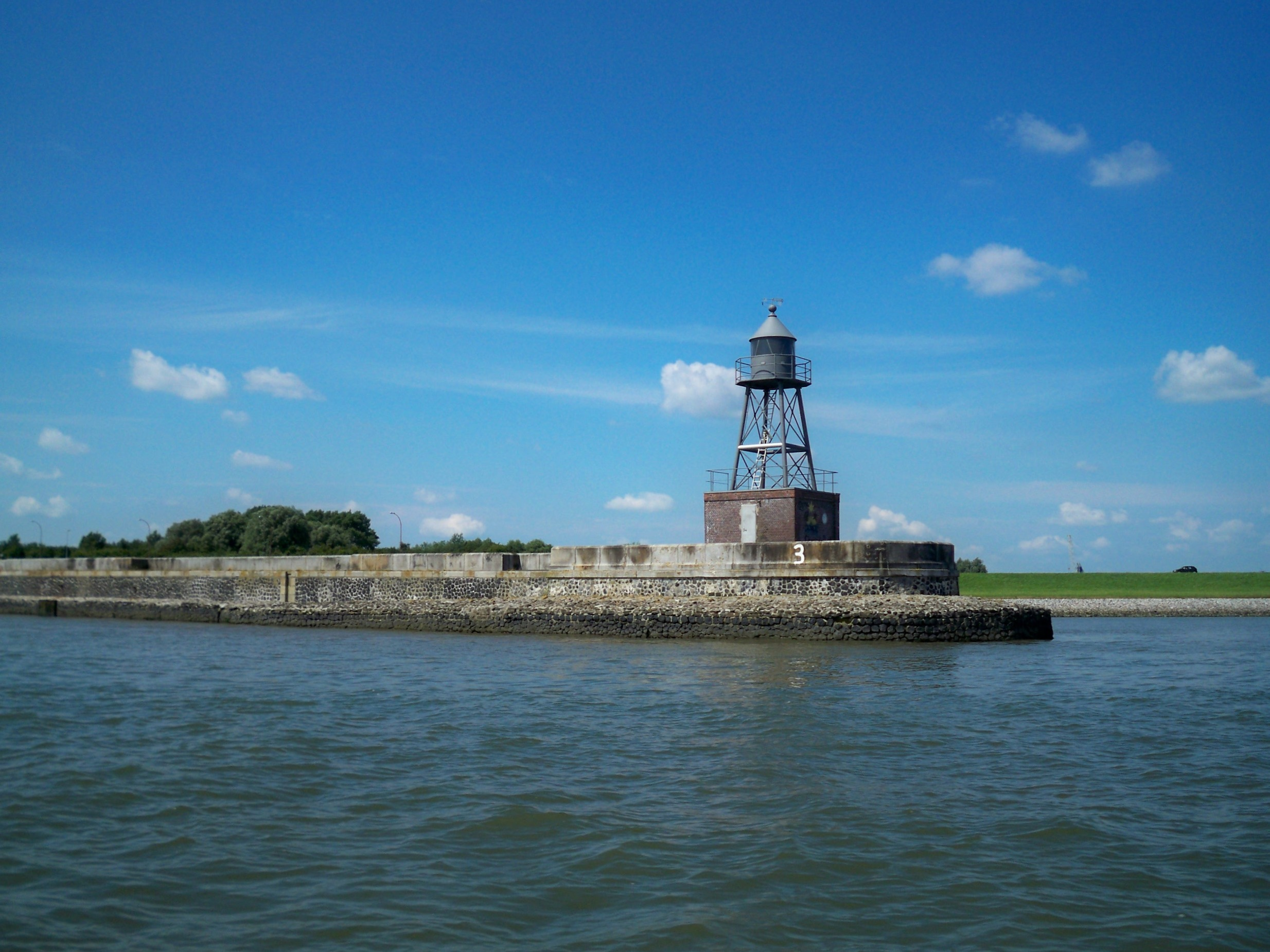
Nordmole Wilhelmshaven

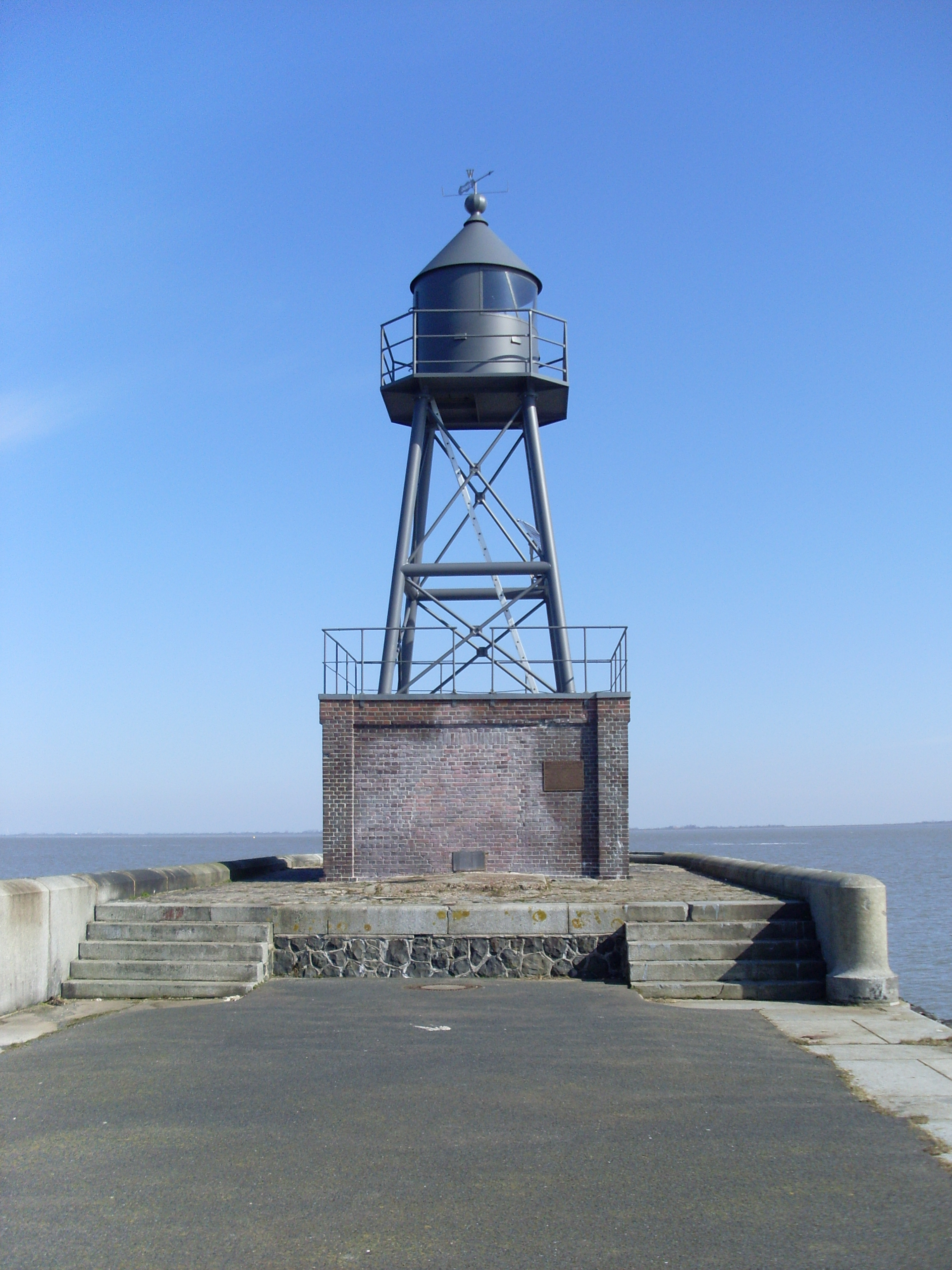
Die Position der Geschützbatterie war vor dem Molefeuer.

Die Batterie Nordmole war als Bestandteil des Festungsplans Wilhelmshavens eine Batterie zum Schutz des preußischen Kriegshafens in Wilhelmshaven.

## Lage und Aufbau
Die Batterie befand sich an der Spitze der Nordmole an der III. Einfahrt. Sie hatte unterirdische Unterkunftsräume und einen unterirdischen Munitionsraum.

## Geschichte
Die Batterie wurde mit der Erweiterung des Hafens im Jahr 1909 in Betrieb genommen.

## Bewaffnung
Die Batterie Nordmole bestand aus drei offen aufgestellten 10-cm-Geschützen.